# Laukøya
Laukøya (en same du Nord : Unna Ártnás) est une île du comté de Troms, sur la côte de la mer de Norvège. L'île fait partie la commune de Skjervøy.

## Description
L'île de 36 km2 est situé  immédiatement à l'est de l'île d'Arnøya. Le fjord de Kvænangen se trouve à l'est et les îles de Kågen et Skjervøya se trouvent au sud. Il existe une liaison régulière par ferry entre Laukøya, Kågen et Arnøya, mais pas de liaisons routières.